# Agrypon ferrugineum
Agrypon ferrugineum là một loài tò vò trong họ Ichneumonidae.